# I.R.A. Records
La I.R.A. Records, acronimo che fu di volta in volta utilizzato come Immortal Record Alliance oppure Immortal Rock Alliance,  è una casa indipendente fondata in Italia nel 1984 dal produttore Alberto Pirelli, insieme alla moglie Anne Marie Parrocel. Assieme alla Italian Records, è considerata una delle etichette che aprirono una nuova impostazione sul rock alternativo della penisola, presa poi a modello dalle case discografiche indipendenti successive.

## Storia della I.R.A. Records

### La nascita della I.R.A. Records e le prime produzioni
Nel 1982 Francesco Loy, figlio di Nanni, ed Alberto Pirelli fondarono la G.A.S. Studio (acronimo di Global Art System) a Firenze, con l'intento di creare un punto di riferimento per un network di artisti e musicisti. Fu in questo luogo ed in questo periodo che Pirelli incontrò le band che segnarono l'etichetta futura: da Andrea Chimenti ai Diaframma, ai Litfiba. Lo studio divenne presto un punto di riferimento per la new wave fiorentina, producendo in seguito alcuni dei dischi migliori del genere. Partendo da questa esperienza Alberto Pirelli e la moglie Anne Marie Parrocel fondarono la I.R.A. Records nel 1984. Inizialmente Pirelli non aveva scelto l'acronimo I.R.A. per il significato in seguito stabilito, ma alludendo all'Irish Republican Army, esercito Irlandese di volontari votato all'indipendenza dall'Inghilterra.
La prima pubblicazione dell'etichetta fu una compilazione dal titolo Catalogue Issue che presentava da subito alcune delle band che poi diventarono l'emblema della casa discografica: Litfiba, Moda, Diaframma ed Underground Life. E fu fin da questa prima pubblicazione che Pirelli coniò lo slogan nuova musica italiana cantata in italiano, dando consistenza all'impegno delle 4 band sull'utilizzo della lingua italiana nella musica alternativa del nostro paese, contro l'anglofila e l'alglofonia dominante di quegli anni. E proprio questo slogan fu poi ripreso dalla critica per indicare una categoria musicale autonoma all'interno del panorama nostrano, che orgogliosamente rivendicava l'utilizzo e la validità della lingua italiana nella musica rock. Fu poi sempre del 1984 la pubblicazione del primo album dei Diaframma dal titolo Siberia, che consacrerà la band come uno dei nomi di punta della post-punk/new wave italiana.

### La I.R.A. Records negli anni della"nuova ondata"
Negli anni successivi la I.R.A. prosegue un percorso produttivo incentrato nella new wave italiana, partecipando al movimento come etichetta di punta della scena nazionale e dimostrando di saper mettere insieme intuizioni di ricerca poetica ed esigenze di mercato, spesso organizzando concerti che propongono lunghe session musicali, unendo più performance di band della propria scuderia.
Nel 1985 pubblicarono l'album Desaparecido dei Litfiba, che precedentemente avevano collaborato alla colonna sonora dello spettacolo Eneide del gruppo teatrale di ricerca Krypton. Il disco verrà accolto ottimamente dalla critica e considerato in seguito un'altra pietra miliare della darkwave italiana. Ed ancora nello stesso anno rilanciarono i seminali Bisca con il 12" Sottoprodotti 3 e pubblicarono la collaborazione Litfiba/Diaframma intitolata Amsterdam.
Nel 1986 entrarono nella scuderia della I.R.A. i Detonazione con il loro Dentro me e nel 1987 l'etichetta pubblicò il primo 12" degli Avion Travel dal titolo "Sorpassando"
Tra i concerti e festival dell'etichetta fu poi memorabile quello di Taranto del 1 luglio 1988 tenutosi al Tursport ed organizzato in collaborazione con l'ARCI locale, che vedeva sul palco Violet Eves, Moda e Litfiba. Di li a poco i primi due gruppi si sciolsero ed i Litfiba videro la fuoriuscita di Gianni Maroccolo per divergenze artistiche.
Nonostante sia sempre rimasta indipendente, una parte del catalogo è stato ceduto su licenza alla CGD nel 1989.

### Gli anni '90 e la I.R.A. D.C.
Negli anni 90 I.R.A. Records lancia l'operazione I.R.A. D.C. e produce, tra il 1995 e il 1996, 4 gruppi esordienti di nome N.N., Interno 17, Sukren Pudre e O.N.G.

## Alcune band e musicisti della I.R.A. Records
- Avion Travel
- Bisca
- Bliz
- Carantonis
- Detonazione
- Diaframma
- Interno 17
- Litfiba
- Nicoletta Magalotti
- Joe Perrino And The Mellowtones
- Moda
- N.N.
- O.A.S.I
- Sukren Pudre
- Underground Life
- Violet Eves